# هوره (موسیقی)
هوره (به کردی: هووره)، در موسیقی کردی نوعی آواز حلقی است که به زبان کردی خوانده می‌شود. هوره معمولا به صورت تک‌خوانی اجرا می‌شود و مختص به مناطق کُردنشین غرب ایران است. هوره در استان ایلام، استان کرمانشاه، استان کردستان،‌ برخی از نقاط آذربایجان غربی و بخشی از استان لرستان (میان لک‌ها) رواج دارد.چند نوع ساده‌ی آن در اطراف سنندج (منطقه‌ی لَیلاخ، کلاتَرزان و کوماسی)، دیواندره (به‌سبب حضور طوایف کلهُر و جاف در این منطقه)، خانقین، شهرزور، چَمچَمال (نزدیک کرکوک) نیز رواج دارد.
یکی از گونه‌های هوره که مور نامیده می‌شود و برای بیان غم و حزن به کار می‌رود، در مراسمات سوگواری و عزاداری کاربرد دارد.
 مور در میان کُردها، لُرها و لک‌ها رواج دارد.

## پیشینه
هوره از آوازهای کهن مردم کرد است. احتمال دارد که موبدان زرتشتی هنگام نیایش در آتشگاه هوره می‌خوانده‌اند. امروزه نیز ایلات و عشایر، مردان و زنان دور آتش می‌نشینند و هوره اجرا می‌کنند. همچنین مشهور است که نکیسا و باربد برای خسرو و شیرین هوره می‌خوانده‌اند. ظاهراً سرچشمه هوره، استان ایلام است.

## اجرا
امروزه در هوره خواندن (به کردی: هوورە چڕین) از ساز استفاده نمی‌شود اما در گذشته هوره را همراه با تنبور اجرا می‌کرده‌اند. اشعاری که در هوره خوانده می‌شوند معمولا ۱۰هجایی و با مضامین تغزلی و حماسی‌اند. جنگجویان کرد، هوره را در جنگ نیز می‌خوانده‌اند. هوره را می‌توان به صورت بداهه نیز خواند.

## مقام‌ها
این نوا چهارده مقام دارد. ۱-گله‌خاک ۲-گله‌وه‌دره ۳-بالادستانی ۴-شاه‌حسینی ۵-ساروخانی ۶-جلوشایی ۷-طرز ۸-مجنونی ۹-سحری ۱۰-باریه ۱۱-دو بالا ۱۲-غریوی ۱۳-بان بنه‌یی ۱۴-پاوه‌موری. هر کدام دارای فروعاتی هستند.
ابراهیم حسینی تعداد مقام‌های هوره را بیست و دو عدد می‌داند که‌ البته برخی از آن‌ها جدید هستند و یکی-دو مورد از آن‌ها نیز در زمره مور قرار می‌گیرند. گونه پیچیده هوره، هوره سه دَنگی (به کردی: سێ دەنگی) (سه‌حالتی، سه‌مُدی) نام دارد که بیشتر در استان ایلام رواج دارد. در خانقین و شهرزور و چمچمال، اصطلاح‌های "هوره گرمیانی" و "هوره جافی" استفاده می‌شود. اسماعیل جاف، خواننده اهل خانقین، تعداد مقام‌های هوره جافی را دو مورد دانسته‌است و نام آن دو را غریبی و دو دَنگی (به کردی: دوو دەنگی) (دوحالتی، دومُدی) ذکر کرده‌است.

## گونه‌های دیگر
گونه دیگر هوره، مور یا مویه است که در مرگ و شیون افراد توسط زنان و در بعضی مناطق توسط مردان خوانده‌می‌شود.‌ همچنین با ظهور تصوف در مناطق کُردنشین سنی‌مذهب، درویش‌های قادریه در تکیه‌ها و خانقاه‌ها، هوره را با حالت خاص و رنگ عرفانی خواندند که به «سوز» معروف شد.

## خوانندگان سرشناس
به خوانندگان یا اجراکنندگان هوره، هوره‌چر (به کردی: هووره‌چڕ) گفته می‌شود.
- بهرام‌بیگ ولدبیگی
- علی‌نظر کرندی (منوچهری)
- نجات عثمانوند
- بساط عثمانوند
- علی اشرف
- عبدالعزیز حیدری
- صیدقلی کشاورز[۱۱]
- ابراهیم حسینی[۵]